# 琴引浜

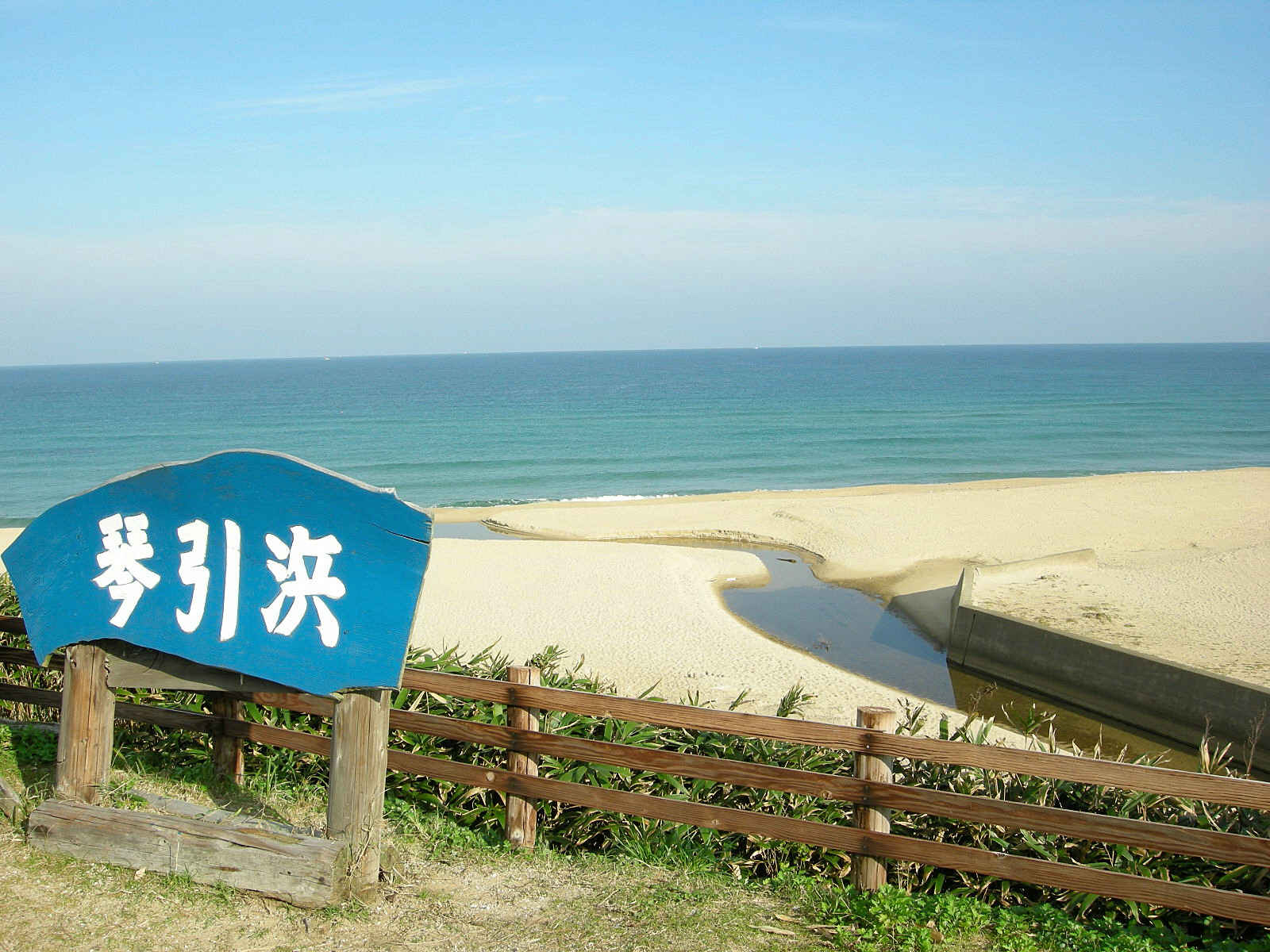
琴引浜

琴引浜（ことひきはま）は、丹後天橋立大江山国定公園の丹後半島海岸地区の一部で、京都府京丹後市網野町掛津地区および遊地区にまたがる海岸線の砂浜である。古くは琴曳浜、琴弾浜とも表記された。摩擦係数の大きな石英を多く含むため、砂の乾燥した時期に歩くと砂の振動から「キュッキュッ」あるいは「ブブゥブブゥ」という音が鳴る。鳴き砂の浜としては、日本最大級の規模をもつ。

## 概要
日本海に面した砂浜で、花崗岩質の白砂から成り立っている。鳴き砂で有名な白砂青松の景勝地で、幅70～80メートル。全長は1.8 キロメートルとされるが、砂浜は約1キロメートル。1987年（昭和62年）に網野町の指定文化財に指定され、2007年（平成19年）には国の天然記念物及び名勝に指定された。また、琴引浜は日本の白砂青松100選（1987年）、日本の渚百選（1996年）、残したい日本の音風景100選（1996年）に選ばれている。2002年には同町内に琴引浜鳴き砂文化館が開館され、琴引浜を中心として世界の鳴き砂の展示や鳴き砂を事例に環境問題への啓蒙活動を行っている。
最大の特徴である鳴き砂は、摩擦係数の大きい石英を約7割含む砂同士の摩擦による振動により、音が鳴る。砂の表面が他の物質で汚染されれば摩擦は小さくなり、砂は鳴らなくなるため、きれいな砂浜を守るための保全活動に高い関心が向けられている。2001年（平成13年）に網野町美しいふるさとづくり条例が制定され、世界初の禁煙ビーチとなった。また、「琴引浜の鳴り砂を守る会」がゴミなどの清掃活動を行っている。琴引浜鳴き砂文化館では琴引浜に打ち上げられた漂流物が展示されており、韓国からのゴミや過去のナホトカ号重油の被害で鳴かなくなった鳴き砂を取り戻す作業風景の写真などが展示されている。1994年（平成6年）から毎年、ビーチ清掃を広める環境イベントとして「はだしのコンサート」が続いている。
夏には、海水浴客でにぎわう。海水浴シーズンを迎えると海開きが行われ、海開きの日には安全祈願祭が営まれる。2019年（令和元年）は、6月30日に海開きした。

## 地名について
琴引浜という名前は、鳴き砂の「キュッキュッ」という音を琴の音色にたとえたことに由来している。琴弾浜とも書く。また、地形学的に「琴弾（ことひき）」という名前は、「小峠」が「寿」に、そして「琴弾」に転訛したものといわれている。
古くは掛の浜、掛津の浜であり、琴引浜という名前が見えるのは、江戸時代の文献からである。
安永2年（1773年）から享和元年（1801年）に著述された博物誌『雲根志』では、「琴曳濱」と記され、「丹後国琴曳濱は一はまのころず砂紫（いさご）白にして透き、明らかに他の色なし。俗銀砂（ぎんしゃ）という。水晶砂とも琴曳砂ともいう。はなはだ清浄明白なり。この砂中を歩き行くに、自然として琴の音あり。雨後は一入調子高し。予が知れる人に琴を愛せる人あり。ここに至ってみずからこころむるに、実にあざやかなり。十三の調子音律ともに分ると。（原文ママ）」と述べられている。また、ある人がこの琴曳濱の砂を大いに気に入り求め得て他の場所に敷きその上を歩いてみたが、琴のような音は鳴らなかったとも述べられている。
宝暦13年（1763年）から天保13年（1842年）にかけて執筆された地誌『丹哥府志』では、掛の濱・太鼓濱の説明に続き、琴引濱について「太皷濱前後六七丁の間、足をひいて砂を磨る其聲涓然として微妙の音あり。螺狀元の金微功奏蟬聲細玉□（車偏に今）輕調鶴管淸といふ一聯を急歩緩歩の間に□（言偏に巳）し得たり、實に天地の無絃琴なり。」とある 。
天保7年（1836年）に描かれた『丹後竹野郡掛津村耕地図』では、地図の北、海に面した白浜に「琴引濱」と記されている。

## 地理

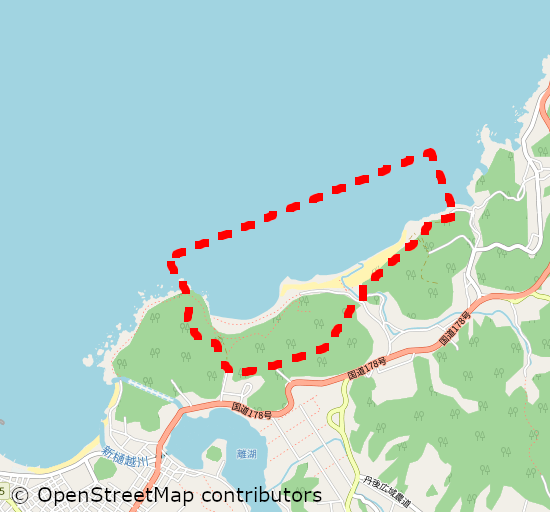
国の天然記念物及び名勝琴引浜の指定範囲

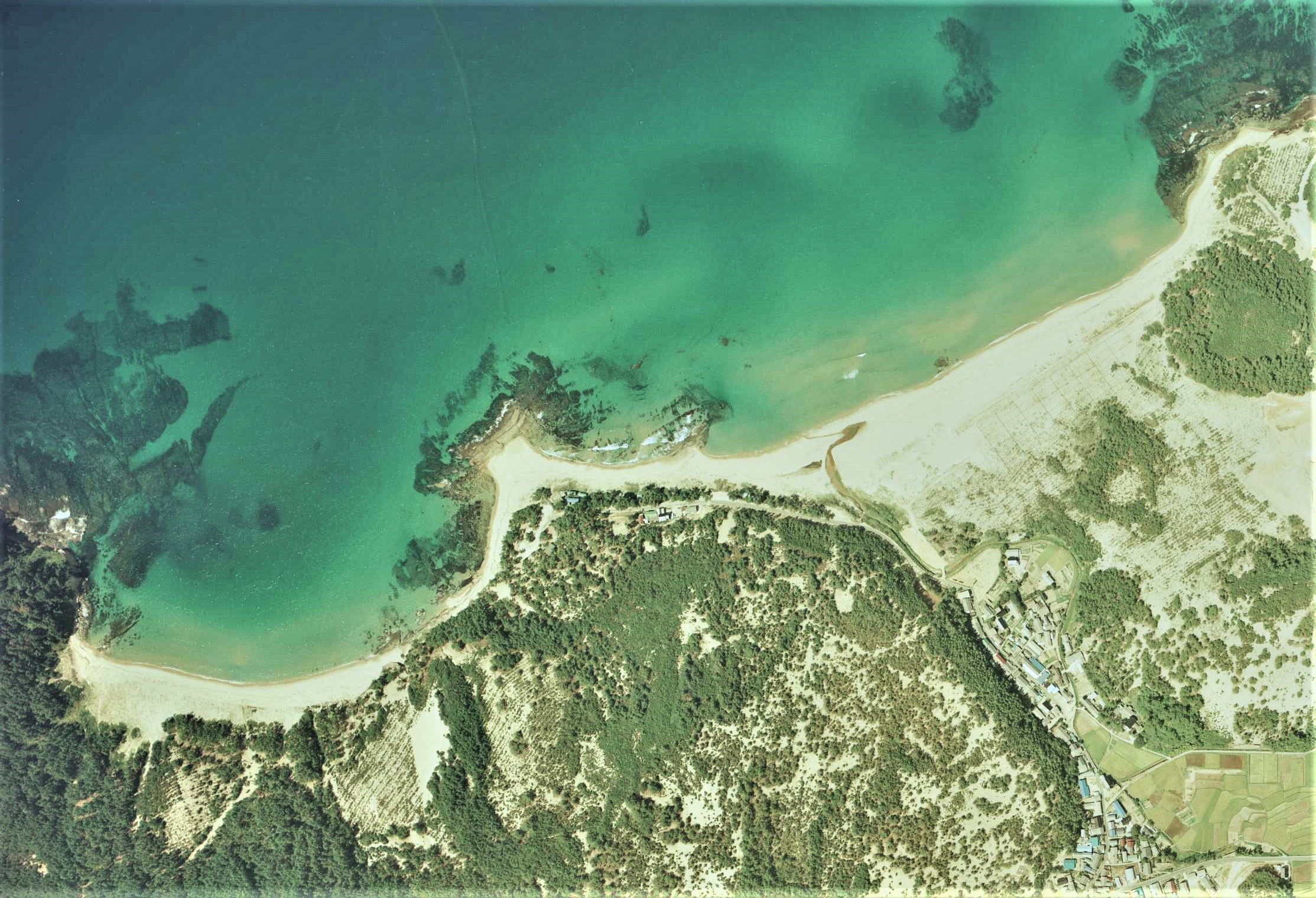
琴引浜周辺の空中写真。
。（1975年9月11日撮影）

### 地形・地質

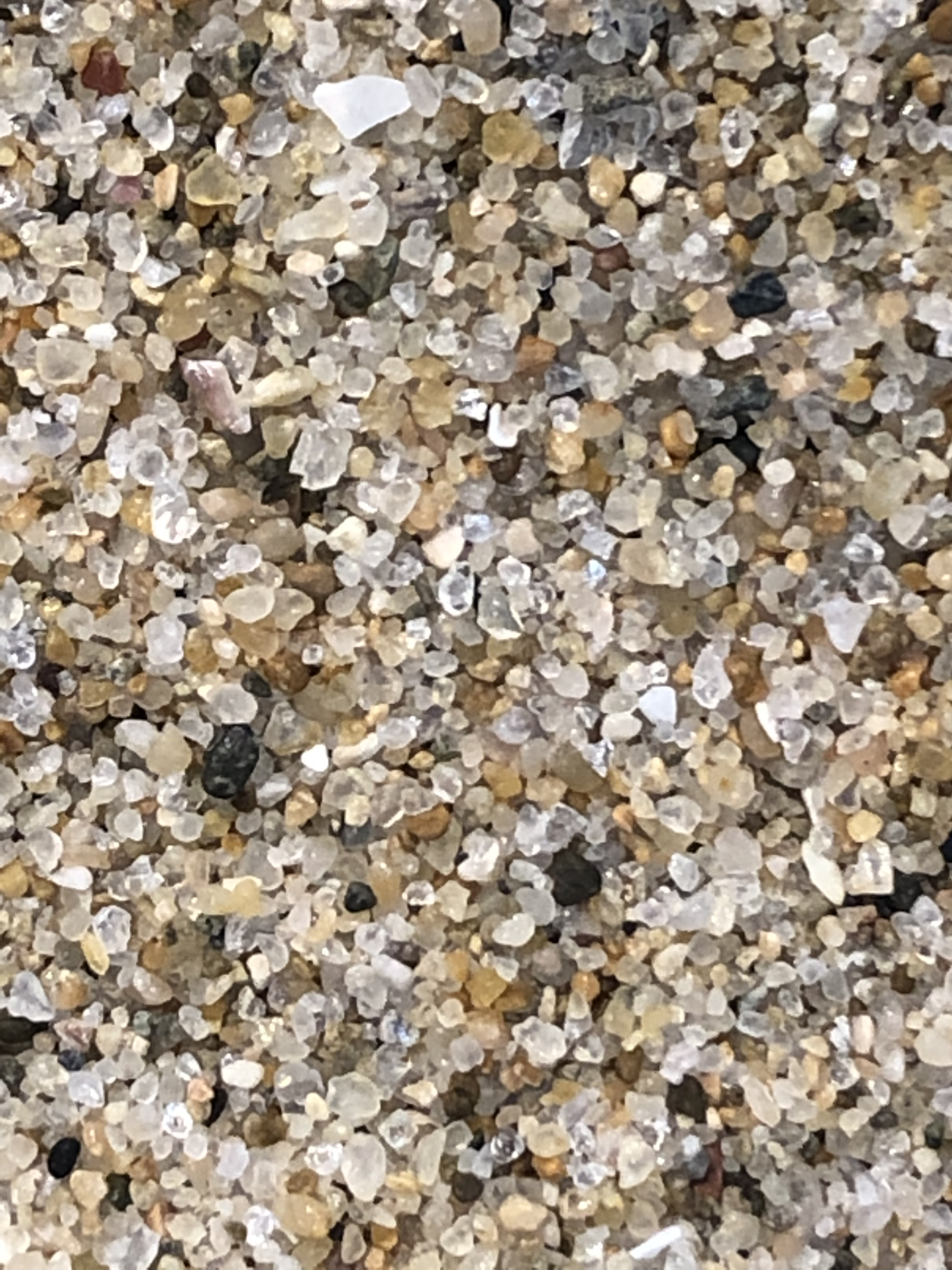
琴引浜の砂

琴引浜は、「網野砂丘」と称されるゆるやかな砂丘が海岸に沿って連なり、約7万年前に形成された古砂丘と、古砂丘の上30センチメートルほど被さるように海側に展開する約5,000年前に形成された新砂丘とで形成される。2つの砂丘の下には、約1,300万年前の地層「網野累層」があり、砂岩、泥岩、凝灰岩、礫岩で形成されている。この地層は丹後半島の海岸の崖や、琴引浜中央部に露出する岩礁を見ることができる。
海岸を東からみていくと、東側には、飛砂防止堤が延び、その先には間人海岸を臨むことができる。浜の中央よりやや東側に流れ出る掛津川は、地元では景気川と呼ばれ、この小川は海流の影響を受けて浜辺の流路が変化する。その流れの方角で景気を占った。浜のほぼ中央には1年を通して水が枯れたことがない白滝があり、『丹哥府志』によれば「瀧の高サ一丈餘り。山の半腹より水流れ出て岩に添ふて瀧となる。瀧の源川あるにあらず、小濱村の湖水爰（ここ）に流れ来るといふ。」と記される（原文ママ）。かつてはこの滝の上に白滝大明神が祀られたが、1757年には場所を移したとみられる（後述）。
海岸中央より西にかけては陸繋砂州（トンボロ地形）が見られ、岩に波の力が弱められた結果、内側に洗われた砂が寄る。波で洗われて表面に付着物のないきれいな砂は砂同士が触れ合う際の摩擦が大きく、乾燥していると音が鳴る。この場所が鳴き砂の浜である。拳でたたくとドンドンと、まるで太鼓のような響きを出す場所があり、ここは太鼓浜と呼ばれている。砂が岩盤の上を移動するので、時期によって太鼓浜の位置も移動する。琴引浜を含む「網野海岸」の地質は、第三紀層堆積岩のうえに海浜礫の基底礫層が不均一に重なり、その上に海成の砂層が重なったものである。かつて海底だった場所が地殻変動によって隆起し、波で浸食された海岸線が崖になったもので、その前面にできる波食台が、その後のさらなる隆起によって海水面より1～2メートル高くなった場所の一部が、琴引浜の岩盤となっている。
浜の一画に源泉が沸き出でる場所があり、「琴引温泉」とよばれる。食塩を含む硫黄単純泉が浜から海へ流れ込んでいる。西方向には万畳山(101.3メートル)を臨むことができる。

### 砂の特徴
砂浜の砂は、宮津花崗岩とよばれるもので、粗い粒の白い岩で砂鉄を多く含むのが特徴であり、丹後半島各所にみられる。細かく均一な白っぽいベージュ色で、ザラザラとした固さがある。主成分である石英は、約6,100万年前、地下で生まれた花崗岩マグマが上昇し冷え固まったものとみられ、山地から円山川や田川によって削られ海に運ばれた海底堆積砂が、沿岸流によってうちあげられ、砂浜を形成したものとみられる。
石英は水晶の一種であり、水晶は一般的に六角柱の形状を成すが、琴引浜の石英は高温条件で生成されたため柱部分を持たない「高温石英」の特徴で、丸みを帯びている。石英は摩擦係数が大きく、琴引浜の石英は粒の大きさもよく揃っているため、足をひいて砂を磨ることでスティックスリップ現象をひきおこし、通常の砂音とは異なる音を奏でる。春先から初夏の乾燥した季節にもっともよい音色を奏でるという。琴引浜の砂の約70パーセントが石英であり、平均粒径は約0.6ミリメートルと、他の鳴き砂の浜の砂より大きい。この砂の範囲は、琴引浜の沖合、水深10メートル程の海底まで分布している。
摩擦による振動で音が鳴るため、砂の表面が他の物質で汚染されれば摩擦は小さくなり、砂は鳴らない。不純物の少ないきれいな海水で砂浜の砂が洗われている環境で生成されるのが鳴き砂であり、浜のみでなく付近の海域がきれいなことが鳴き砂の浜を形成する琴引浜の特徴とみられる。

## 自然

### 植生
砂丘が発達しており、クロマツ群落が大部分を占めている。砂丘の背後の大地に樹林が続くが、幅は狭く、地形に起伏が多いため、連結してはいない。さらに海岸の左右には自然の広葉樹林帯となっている。ハマゴウ群落典型下位単位、ネザサ-ススキ群落、アカメガシワ群落、コウボウムギ-ハマニガナ群落およびタブノキ群落などが見られる。
植物の群落を海岸線から内陸にむかって見ていくと、波に打ち上げられた海藻類などの有機物が肥料となって土壌を豊かにしている波打ち際には、春から秋にかけてオカヒジキが群落をつくる。その奥、砂の動きが激しい裸地には、ハマヒルガオとコウボウムギが生育し、砂のやや落ち着いた内陸にかけては植物の種類が増え、ハマボウフウ、ネコノシタ、ハマグルマナ、ハマナスなどの多年草が群落をつくる。とくに、5月から6月にかけての琴引浜は、薄桃色のハマヒルガオが一面に咲き誇り、花畑の様相を成す。さらに内陸ではハマゴウやハイネズなどの低木が群落を築き、高木のクロマツ群落につづく。これら松林の緑陰と鳴き砂の白さが織りなす光景から、社団法人日本の松の緑を守る会の選定による白砂青松100選に選出された。
- 珍しい種[38]
  - トウテイラン[8]、エビネ、トキワイカリソウ、ハマナス、リンドウ、ハマウツボ、ハマベノギク、ササユリ、コオニユリ、ノハナショウブ、シュンラン、ハマボウフウ、スナビキソウ、ナミキソウ、ウンラン、カセンソウ、ネコノシタ、イソスミレ[8]

### 動物

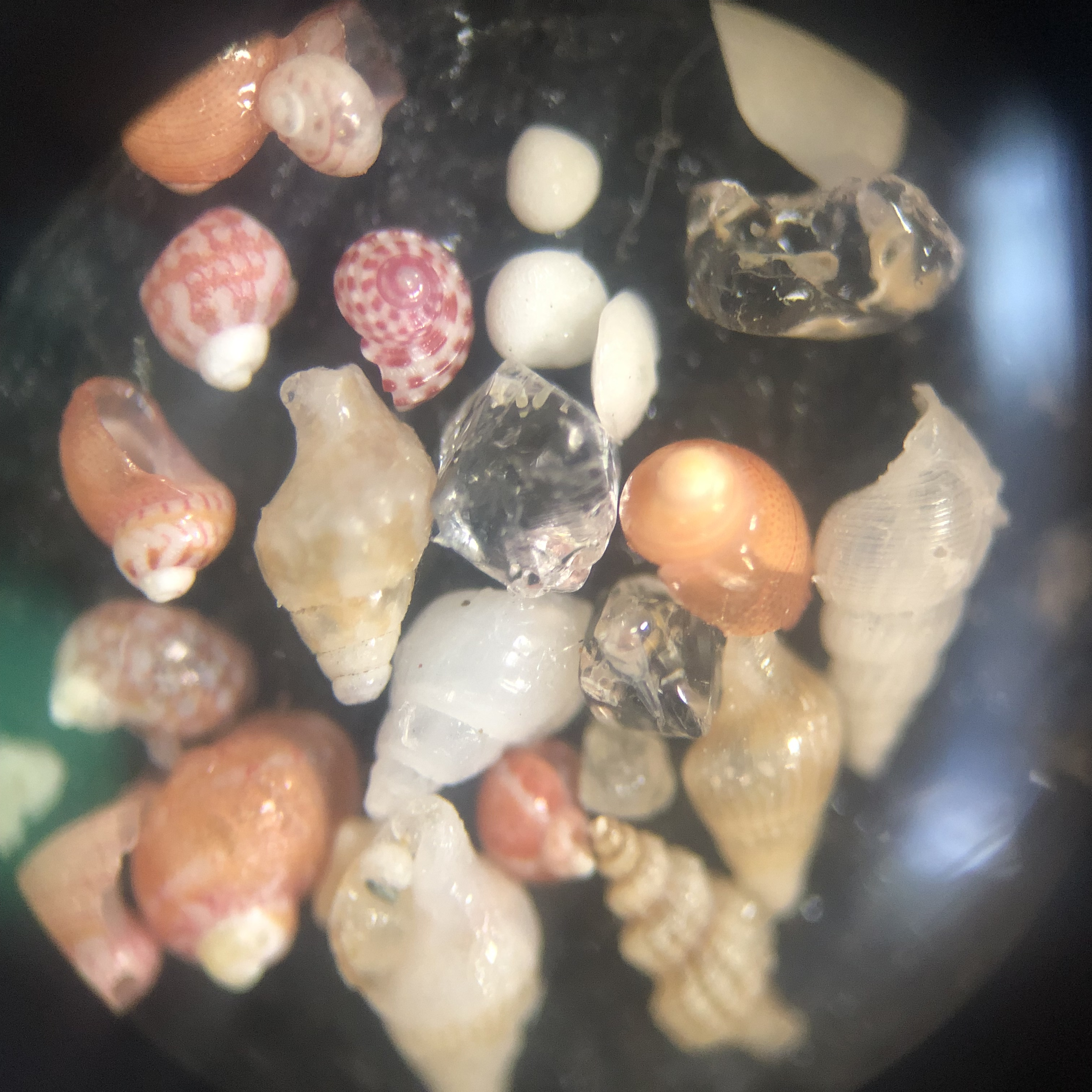
琴引浜 (微小貝)

人工的な構造物が一切ないため、環境変化に弱い弱小な生物が多数生息している。また、渡り鳥のシロチドリやコチドリ等チドリ類の飛来地としても知られ、「チドリ類が飛来し、微小貝類の生息する琴引浜」の登録名称で京都の自然200選に選定された。海上沖合では、冠島を繁殖地とする「京都府の鳥」オオミズナギドリの集団飛行がみられ、掛津川周辺では日本固有種のセグロセキレイが生息している。陸上では、2015年時点で絶滅危惧種として京都府のレッドデータブックに登録されたイソコモリグモの生息が確認されている。

#### 指標生物
微小貝
海砂に潜む大きさ2ミリメートル以下の極めて小型の巻貝である。琴引浜では約900種類の棲息が確認されており、その種類の多さは日本では他に類を見ない。かつては日本全国の海岸に棲息したとみられるが、海岸線の人工的な変形による潮の変化や、生活排水等の流入による海水の汚染などにより減少した。弱小生物のため環境変化に敏感であり、その棲息状況は鳴き砂とともに海岸の環境指数のひとつに数えられる。
有孔虫
潮だまりの海砂でみられる大きさ1ミリメートル程度の微小な石灰質の殻に潜む単細胞生物である。殻は、砂粒で作られていることもある。アメーバあるいはゾウリムシの近縁種とみられる原生生物で、琴引浜には100種類以上が棲息しているとみられる。微小貝同様に、その種類の多さがきれいな海の象徴であるとされる。

#### 磯の生物
- 飛沫帯には、カサガイの一種であるヨメサガイ、マツバガイ、ウシノアシガイや、アラレタマビキ、ヒザラガイが棲息する[46]。
- 乾燥に耐える海藻類も生える潮間帯には、イボニシ、バテイラ、オオヘビガイなどの貝類のほか、ウニやヒトデ類が棲息する[46]。

#### 海底生物
太鼓浜に続く岩礁が海底までのび、そのうえに泥質の砂地が乗る琴引浜の海底には、砂地の海底に棲むサクラガイ等のほか、泥質の強い海底に棲むヒバリガイの双方が棲息する。

## 保全と利活用

### 保全活動と琴引浜鳴き砂文化館
鳴き砂の保全には、海岸をゴミで汚さないことに加え、風化が進んで土壌成分を増した古砂丘の砂が浜に流出しないことが重要とされる。そのため、古砂丘地帯の植生を保護し、車道や遊歩道をつくることを控える必要があり、1976年（昭和51年）に琴引浜に遊歩道を建設する計画が新聞で報じられたことをきっかけに、鳴き砂の海岸全体を天然記念物として保護する気風がうまれた。
1987年（昭和62年）には「琴引浜鳴り砂を守る会」が地域住民により設立され、琴引浜の環境を保護する活動が活発になっていった。琴引浜の情報理解と活動の拠点として、2002年（平成14年）に琴引浜鳴き砂文化館が開館した。
鳴き砂の発音特性に影響を及ぼすのは、水、海水からの析出塩類、さらに鳴き砂と同じ石英、長石が含まれるシルト及び粘土と判明している。このシルト及び粘土の砂層への混入は人為的なものと考えられるため、対策が必要である。なお、琴引浜の砂の供給源は、背後に連なる砂丘から海岸に流出した砂と、掛津川から流入する砂であるが、掛津川の河川改修により、流入する砂の量は、わずかとなっている。

### 採砂鉱山
鳴き砂の浜を形成する新砂丘の砂は採取禁止とされているが、風化の進んだ古砂丘の砂も、洗浄することで鳴き砂と同じ性質を取り戻す。琴引浜と国道178号線を挟んで南の古砂丘は企業の採砂鉱山となっており、採集された砂は洗浄して粘土分を除去することで、96パーセントもの高純度の珪砂となる。石英を含む砂である珪砂は、鋳物砂として愛知県や広島県など日本各地に出荷され、自動車部品の製造に活用されている。古砂丘の砂は産業素材として広く利用され、プレミックスモルタルの骨材や、人工芝の目詰砂、アスファルトに吹き付ける滑り止めにも活用される。
使用可能な砂の埋蔵量は1000万トン程と推定される。保全地区である琴引浜を控えての操業には、細心の注意が払われている。

### 海底熟成酒「龍宮浪漫譚」

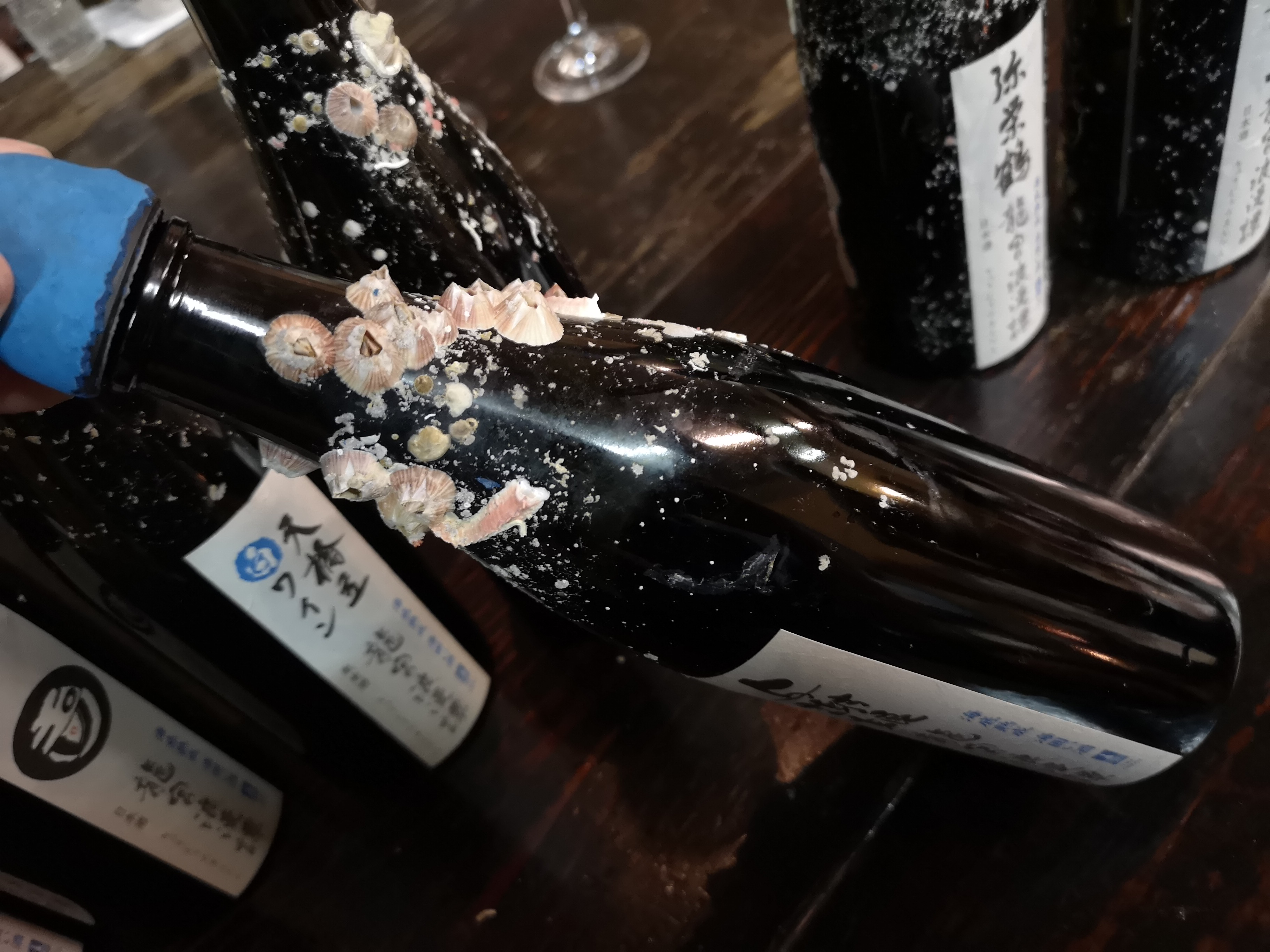
龍宮浪漫譚

龍宮浪漫譚は、琴引浜の沖合3キロメートル、水深27メートルに酒を半年間沈め、一定の水温が保たれた紫外線の届きにくい環境と波の揺らぎで、熟成を図る取組である。
物流が発達していない時代、長い輸送期間中に船やトラックに揺られた酒は味が変化したといわれ、日本酒は美味しくなるという説があることから、2014年（平成26年）に地元の漁師と酒販店が試行をはじめた。波に流されたり盗難に遭うなどしつつも、翌2015年（平成27年）に丹後の酒蔵有志らで結成した共同団体丹後酒梁によって、その後も継続的に取り組まれている。
海底から引き揚げられた酒瓶にはフジツボなどが付着している。
2018年（平成30年）9月は、丹後・与謝地域の酒蔵10社12銘柄の酒瓶240本が、無事に熟成されるようにとの願いを込めて網野神社のお守りとともに沈められ、翌2019年（令和元年）5月に引き上げられ、引き上げの様子は、関西テレビでも紹介された。
 ウィキメディア・コモンズには、龍宮浪漫譚に関するカテゴリがあります。

## 琴引浜が登場する作品

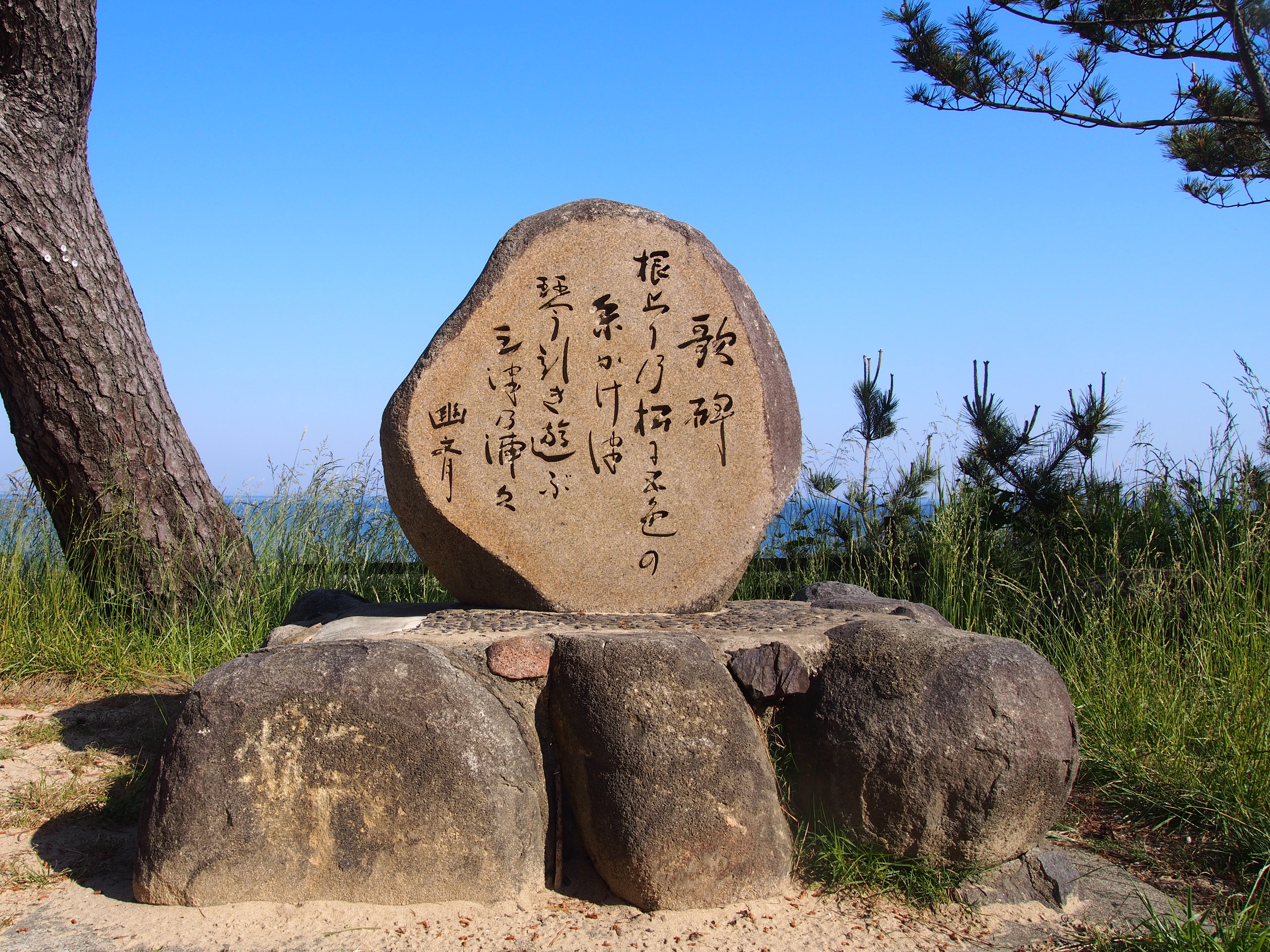
細川幽斎歌碑

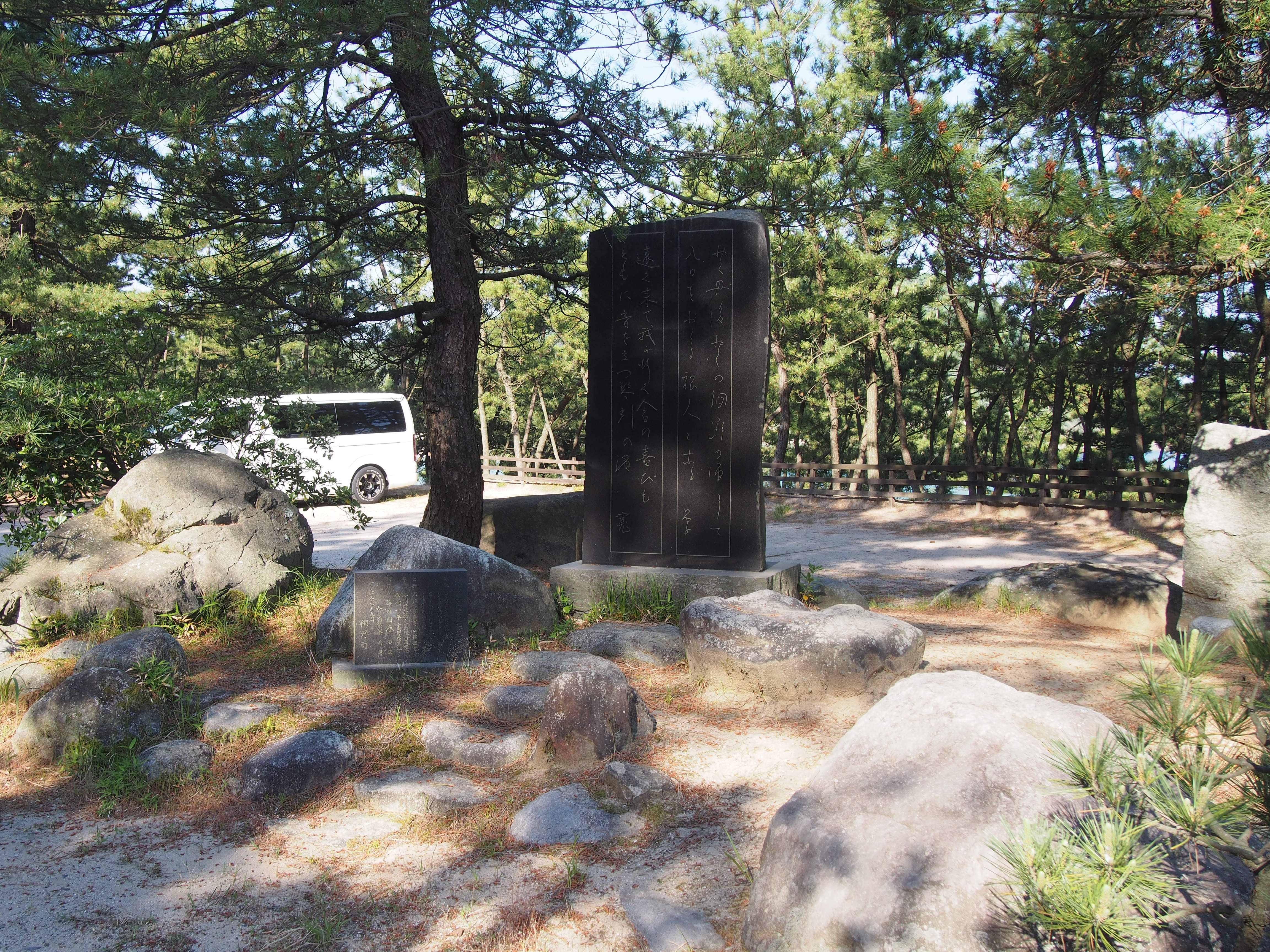
与謝野晶子・与謝野寛歌碑

琴引浜は古くから景勝地として知られ、前述の小林玄章・小林之保・小林之原3世代によって編纂された地誌『丹哥府志』のほか、細川幽斎、細川ガラシャ、野田泉光院、木内石亭（小繁）ら多くの文人が当地を訪れ、文献に記録している。
与謝野晶子・与謝野寛歌碑は、平成5年（1993年)6月9日、みだれ髪の会により建立されたものである。

### 文学
- 「根上りの 松に五色の 糸かけ津 琴引き遊ぶ 三洋の浦々」という歌は、戦国大名細川幽斎が詠んだといわれている[59]。
- 「名に高き太皷の濱に聞秋の 遠にも渡る秋の夕さめ」という和歌は、幽斎の息子・忠興の妻で、明智光秀の娘細川ガラシャの作といわれている[60][61]。
- 野田泉光院は『日本九峰修行日記』の文化11年（1814年）7月23日の条で、『真砂幅十五間長さ三丁計り、其内十間に五間を歩行すれば、「ぎうぎうすうすう」と鳴る、又杖にていらうても其音あり。尤も天気続きて砂の乾きたる程音高しと云ふ。又、太鼓浜は其浜続きにて一丁位東にあり。此の太鼓浜は僅か二間四方位、歩行けば「どんどん」と鳴る、是れは砂の底に石の穴ありと云ふ。』と、鳴き砂や太鼓浜について詳説し[62]、2句を詠み残した[63]。
「秋風や 浪の調べたる 琴ヶ濱[注 4]」[63]
「波の打つ 大鼓の濱や 初満潮」[63]
- 与謝野寛と与謝野晶子は1930年（昭和5年）5月の旅にて琴引浜に立ち寄り、以下の句を残した[64][65][66]。
寛「たのしみを 抑へかねたる 沙ならん 行けば音を立つ 琴引の濱」[65][66]
寛「遠く来て 我が行く今日の 喜びも ともに音を立つ 琴引の濱」[65][66]
寛「常世にも つづける磯の 沙ならん 人みな行きぬ 琴の音の上」[65][66]
晶子「皆は皆　琴弾き浦のいぶかしき　砂にゆづりて静かなる海」[66]
晶子「危ふかる　砂の斜面に居給ひて　北の海めづ白瀧の神」[66]
晶子「人踏めば　不思議の砂の鳴る音も　寂しき數の北の海かな」[66]
晶子「千鳥鳴く　北の沙丘のならひとて　松傾ける白瀧の濱」[66]
晶子「松三本 この陰に来る 喜びも 共に音となれ 琴引の浜」[59][67]
- 「琴弾浜を詠む　句会」[注 5]で特選に選ばれた句。
「鳴き砂を　誇る一村　風薫る」[68]
- 二階堂黎人著の『東尋坊マジック』の中で琴引浜が物語の重要な舞台となるとともに、琴引浜の特徴や評価について言及されている[69][70]。

### 楽曲
- 神津善行作曲「砂が鳴いている」-　鳴き砂保護を歌った琴引浜のテーマソング[71]。
- 京丹後市立島津小学校 作詞・作曲「琴引浜によせて」- はだしのコンサートで合唱される、琴引浜の環境保全を呼びかける歌[72]。

## 琴引浜がロケ地となった映像化作品
- 映画『超高速!参勤交代』 2014年公開　監督本木克英
- 映画『天地明察』 2012年公開　監督滝田洋二郎
- 映画『バルトの楽園』 2006年公開
- 映画『隠し剣鬼の爪』 2004年公開　監督山田洋次
- 映画『千年の恋～ひかる源氏物語～』 2001年公開　監督堀川とんこう
- 映画『釣りバカ日誌5』 1992年公開　監督山田洋次
- 映画『動天』 1991年　監督舛田利雄
- 映画『花笠道中』 1962年　監督河野寿一
- 映画『炎上』 1958年　監督市川崑

このほかテレビドラマ多数。

## 琴引浜に関する伝承

### 白滝神社の棘のないサザエ伝説
白滝神社（しらたきじんじゃ）は、京丹後市網野町掛津に琴引浜を見下ろすように鎮座する神社である。名前の由来は神社の西の海に面したところにある白滝からきている。祭神は大物主命。神は、サザエの殻に乗って漂着したと口伝が残る。境内に7社、区内諸社に1社の神社をもつ。
神社の創立は不明だが宝暦7年（1757年）に現在地に遷宮された記録があり、元々は現在地より若干西側に鎮座していた。神社明細帳によれば享和3年（1803年）に再建。1873年（明治6年）村社に列せられる。昔、出雲国より大国主命が船で通りかかった時に船底にあいた穴をサザエが塞いで沈没を防いだという言い伝えがあり、それ以来、琴引浜のサザエには棘が無い丸いサザエがいると言われている。ご神体は流木で、かつては男体の形をした神体と女体の形をした2体があったが、盗難に遭い、女体形のみが残る。大国主命（大物主命）の縁結び信仰と女体神が男体神の帰りを待つことと掛けたと考えられる恋愛成就の碑が境内に献納されている。
白滝神社御伝記には『浮き津岩より、宮の下と称する間に産する鮑、栄螺は一壇奇態にして棘なし』と記されている。殻の角が鋭くない無棘型サザエは波の無い内海に多く、有棘型サザエは波に流されない為に棘が発達したと一般的に言われるがこれは俗説であり、専門家によると個体差の問題であるという。一般と異なり特殊である無棘型サザエであることが大国主命の信仰と結びつき伝説化する契機になったと考えられる。
また、類似の伝承が朝来市の赤淵神社、新温泉町の宇都野神社に伝わっている。丹後国は和銅6年（713年）、但馬国は7世紀後半に丹波国より分割され、元々は同じ国であることから古代史に於いて歴史的に共通・関連する部分が多く、表米宿禰命、彦坐命共に日下部氏の始祖と言われ、丹後には浦島伝説など日下部氏と関係性のある伝承が多い。
赤淵神社の伝承
大化元年（645年）頃。日下部氏の祖・日下部宿禰（日下部表米）が、日本に来襲した新羅の軍船を丹後国与謝郡白糸浜で迎え討ち、逃げる敵船を追撃する際に嵐に襲われ沈没しそうになる。その時に海底から無数のアワビが現れ、船は事なきを得る。岐路の途中で美しい大船が現れ、その船の導きにより丹後国与謝郡の浦島港(京都府与謝郡伊根町)へ入港する。その時、表米宿禰命が大船に乗るが誰もおらず、龍宮に住むといわれる大きなアワビだけが光っていた。その後、危機を脱したのは海神の加護と悟り、その鮑を持ち帰り赤淵神社を建立し祀ったとされる。
宇都野神社の伝承
宇都野神社境内にある鮑之霊水は社伝によると第10代崇神天皇の代に四道将軍彦坐命が丹波・但馬に来て賊（玖賀耳之御笠)を平定し、海路にて出雲国に向かう時、宇都野真若命は彦坐命を迎えて塩谷浦で舟の修繕を命ぜられるが舟に穴があいており、海水が入り込み修繕に困難を極めた。その時、大きなアワビが穴をふさいでくれた。 彦坐命は宇都野真若命に命じ、この大アワビを「船魂潮路守の大神」として宇都野の地に祀らせ、これを鮑宮と称した。
但馬・丹後以外にも類似の伝承がある。
大畑八幡宮の伝承
青森県むつ市大畑町にある大畑八幡宮では大畑から江戸へ向けて海産物を積んだ船が房総沖で嵐にみまわれた時に船底の破損した部分にアワビが張り付き、水の侵入を防ぎ難から救った。そのアワビを持ち帰り大畑八幡宮に祀ったという社伝がある。
竜本寺の伝承
建長5年（1253年）、日蓮は鎌倉に布教へ行く途中、時化にあい強風と大きな波により船は破損。船底に水が溜まり始めた時に日蓮は船の舳先に立ちお題目を唱えると不思議と浸水が止まり猿島に流され助かる。神奈川県横須賀市竜本寺には寺宝として日蓮ゆかりのサザエとアワビが所蔵されている。

### 丹波国浦掛水門・掛津比定説
丹波国浦掛水門（たんばこくうらかけのみなと）は日本書紀雄略天皇22年8月の条によると雄略天皇が亡くなった時、新羅将軍吉備尾代が蝦夷の500人の俘囚を率いて故郷、吉備に立ち寄った。その時、雄略天皇の崩御を知った俘囚が反乱を起こした。吉備尾代は娑婆水門で戦い、鎮圧を試みるが勢力が強く、最終的に丹波国浦掛水門まで追い詰めて鎮圧した。
浦掛水門は、網野町掛津であるとする説がある（一般的には現在の京都府京丹後市久美浜町浦明が比定地とされる）。古くは掛津は懸（かけ）の浦、懸の浜と呼ばれた。澤潔は、琴引浜の砂丘を突き切る川が運ぶ砂と北西季節風の吹き返しにより出来た崖の様な地形、崖津（砂の崖の様な斜傾地）が、掛津の語源ではないかと考察している。

## 文化財指定、選定等
- 琴引浜
  - 国指定天然記念物及び名勝（2007年文化庁）[59][89]
  - 日本の白砂青松100選（1987年林野庁）登録名称は「掛津海岸」[37]。
  - 日本の渚百選（1996年大日本水産会等）
  - 京都の自然200選（1993年京都府）[40]
- 鳴き砂
  - 京丹後市指定文化財（1987年網野町指定から、2004年京丹後市に移行）[59]
  - 残したい日本の音風景100選（1996年環境省）[90]

## ギャラリー

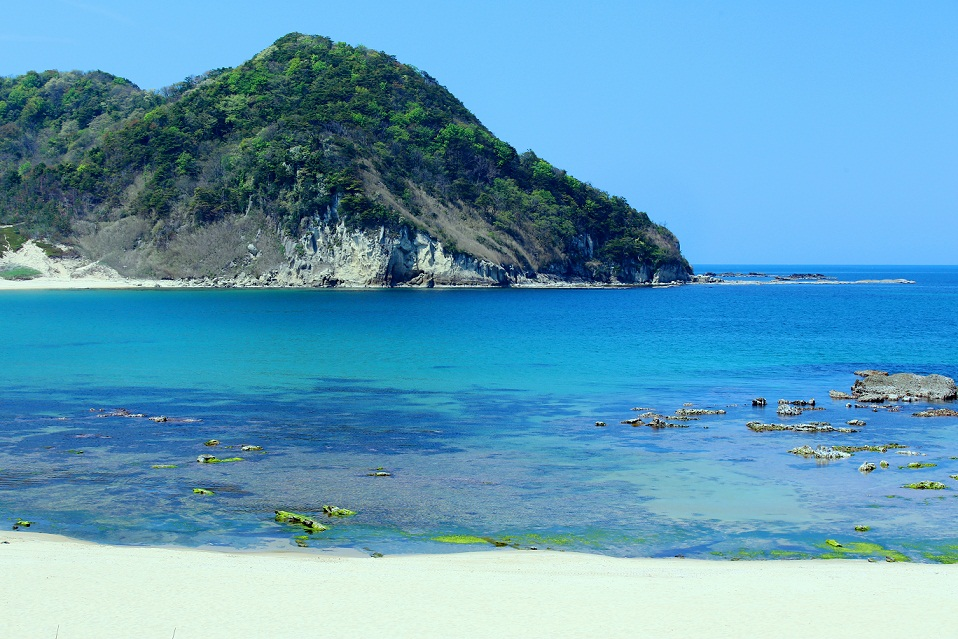
琴引浜（万畳）
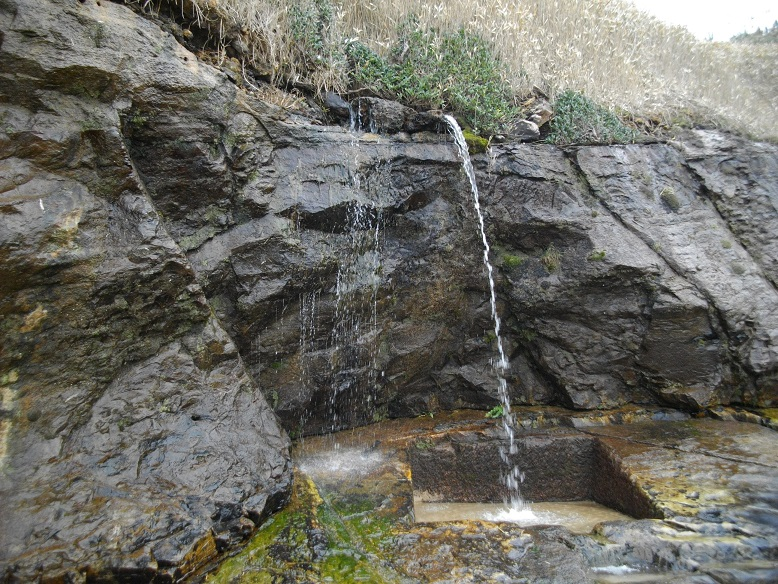
琴引浜（白滝）
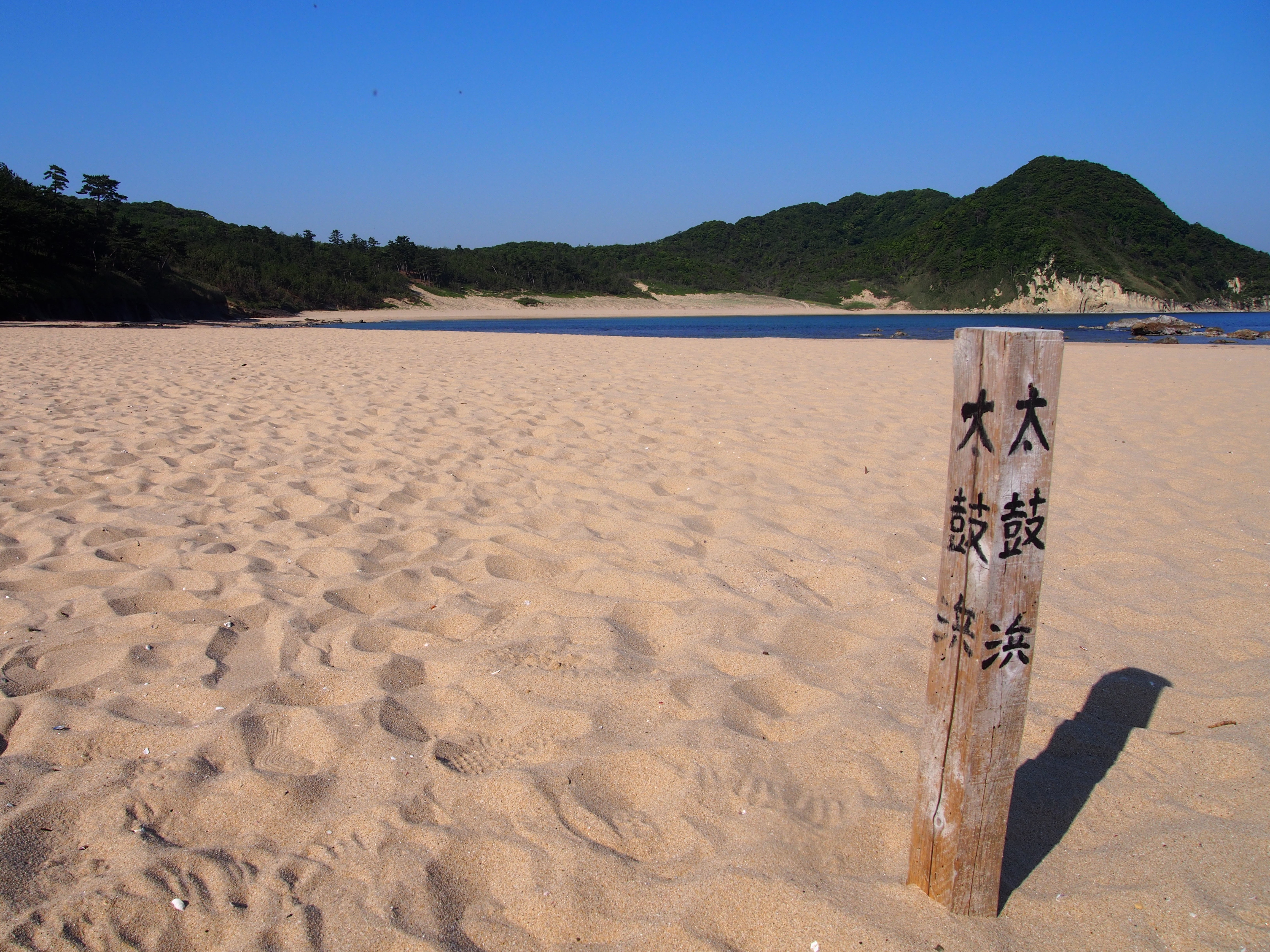
琴引浜の太鼓浜
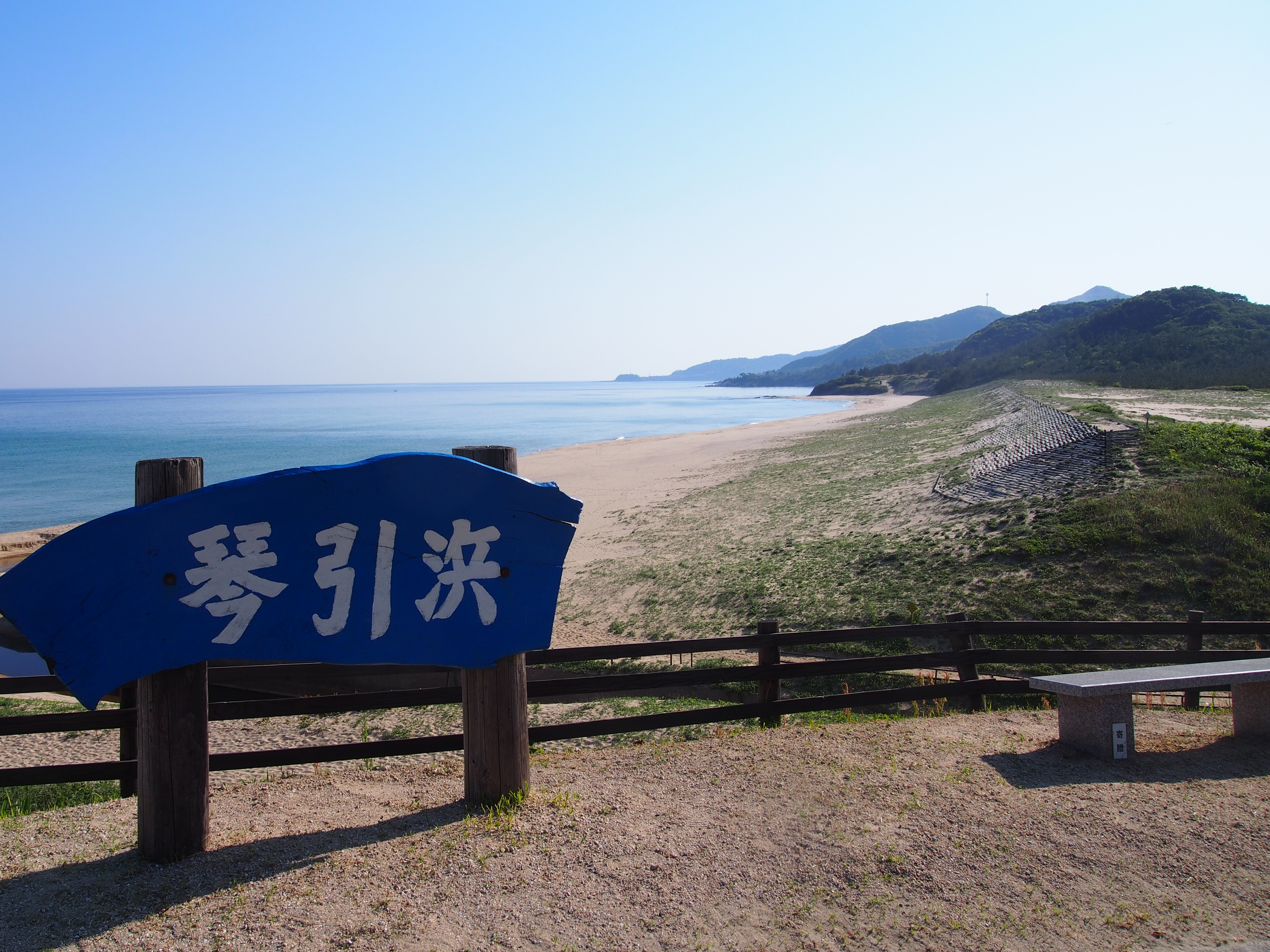
琴引浜（東側）
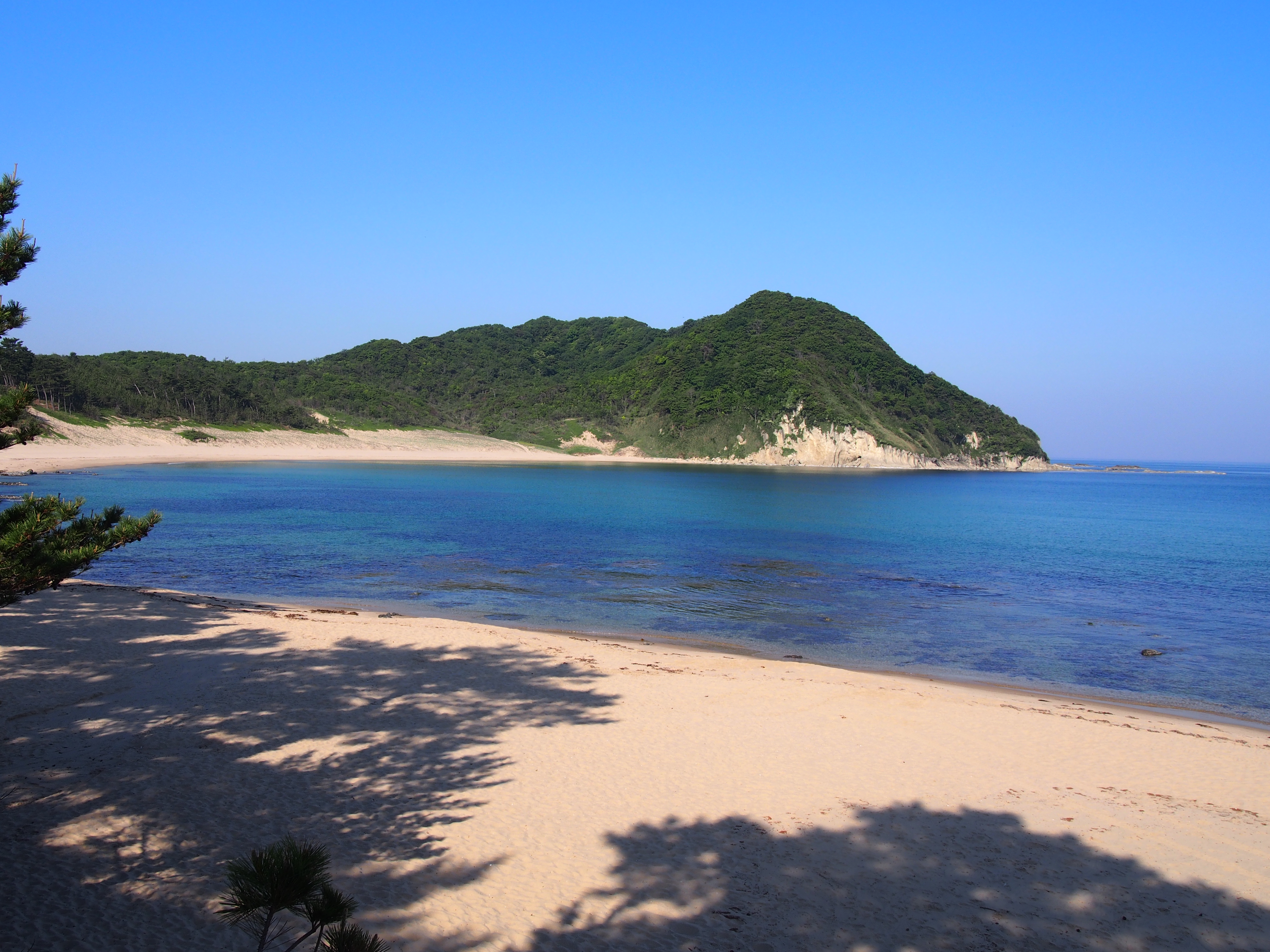
琴引浜（西側）
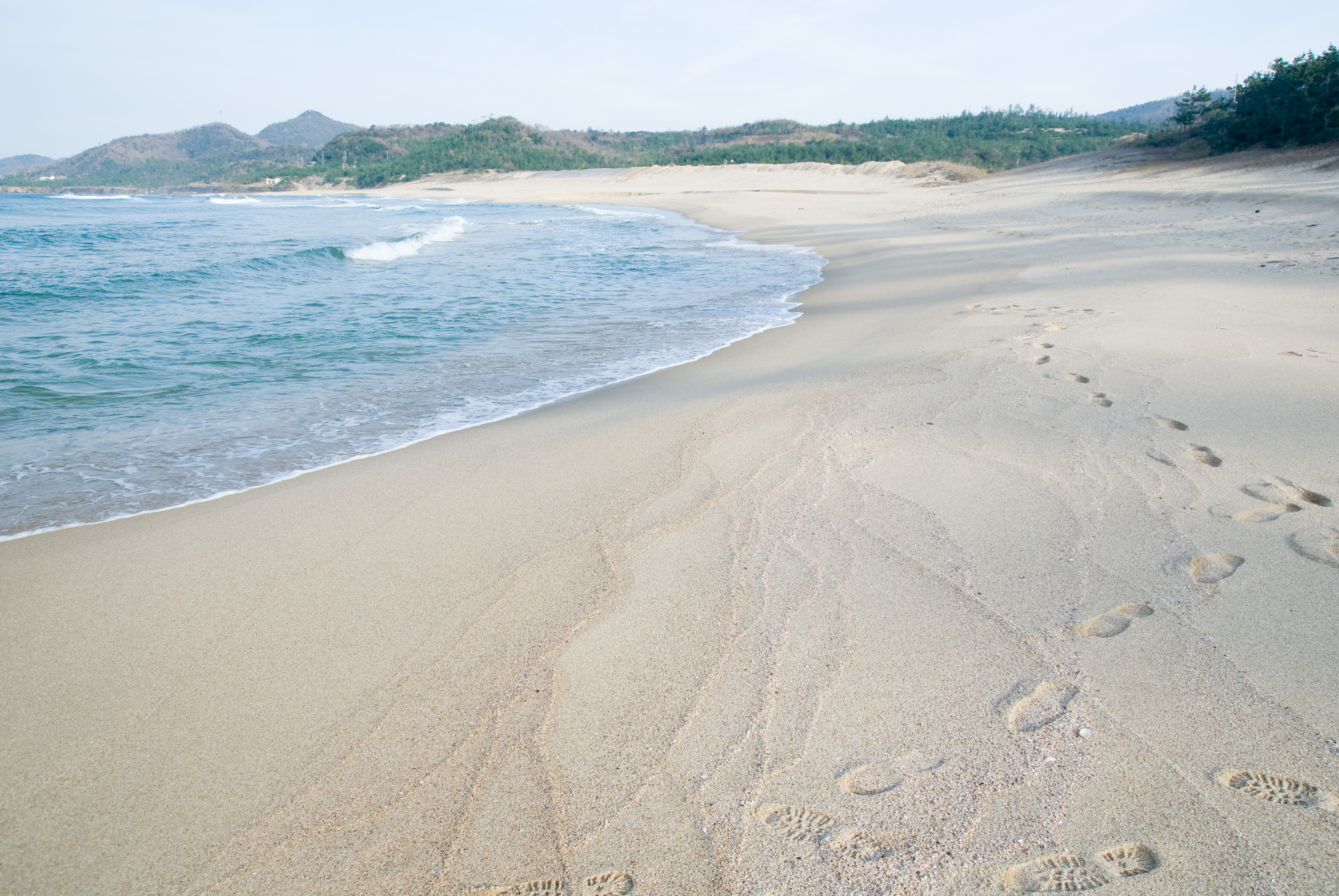
琴引浜・2009年12月下旬撮影
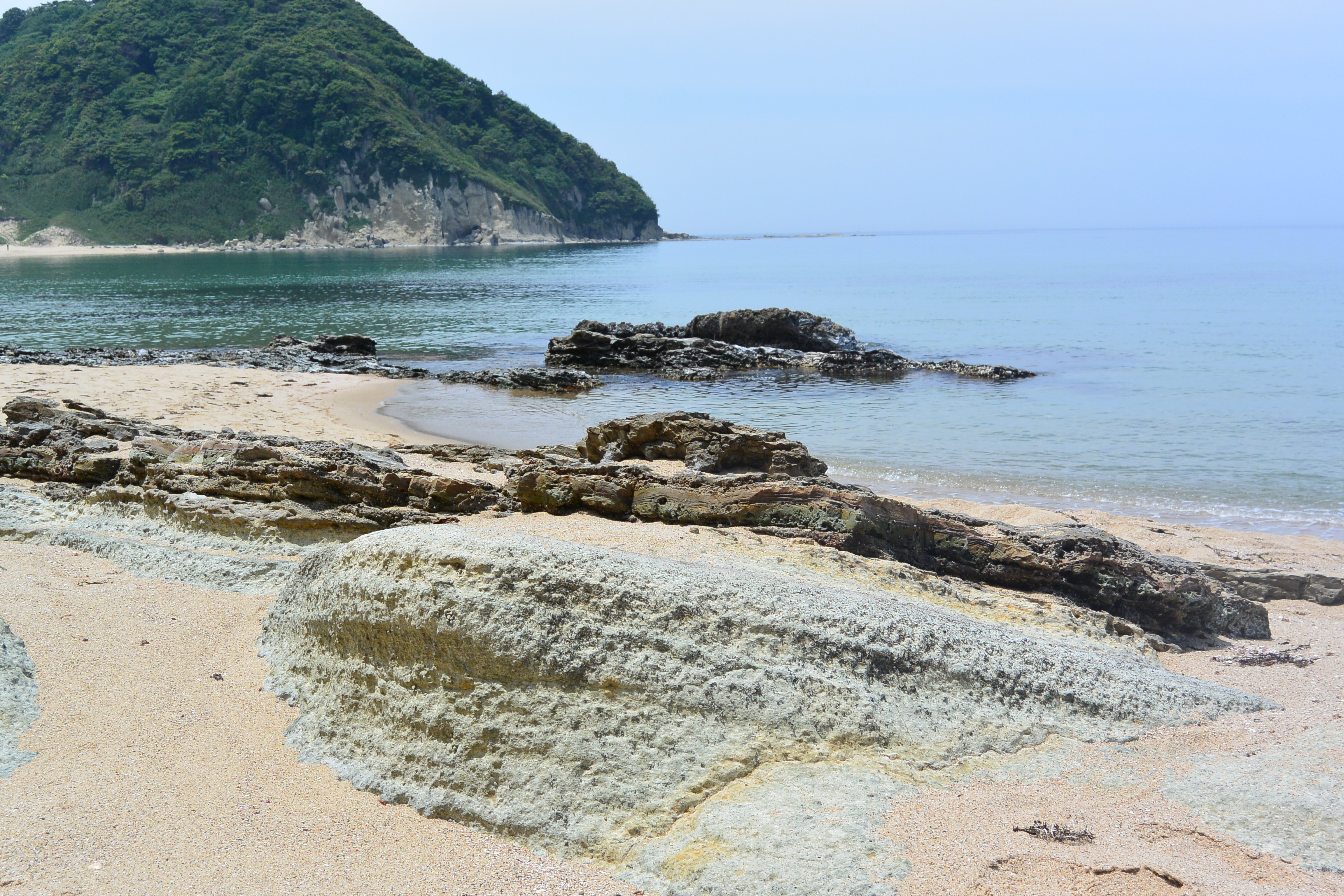
琴引浜の西部に露出しているグリーンタフ
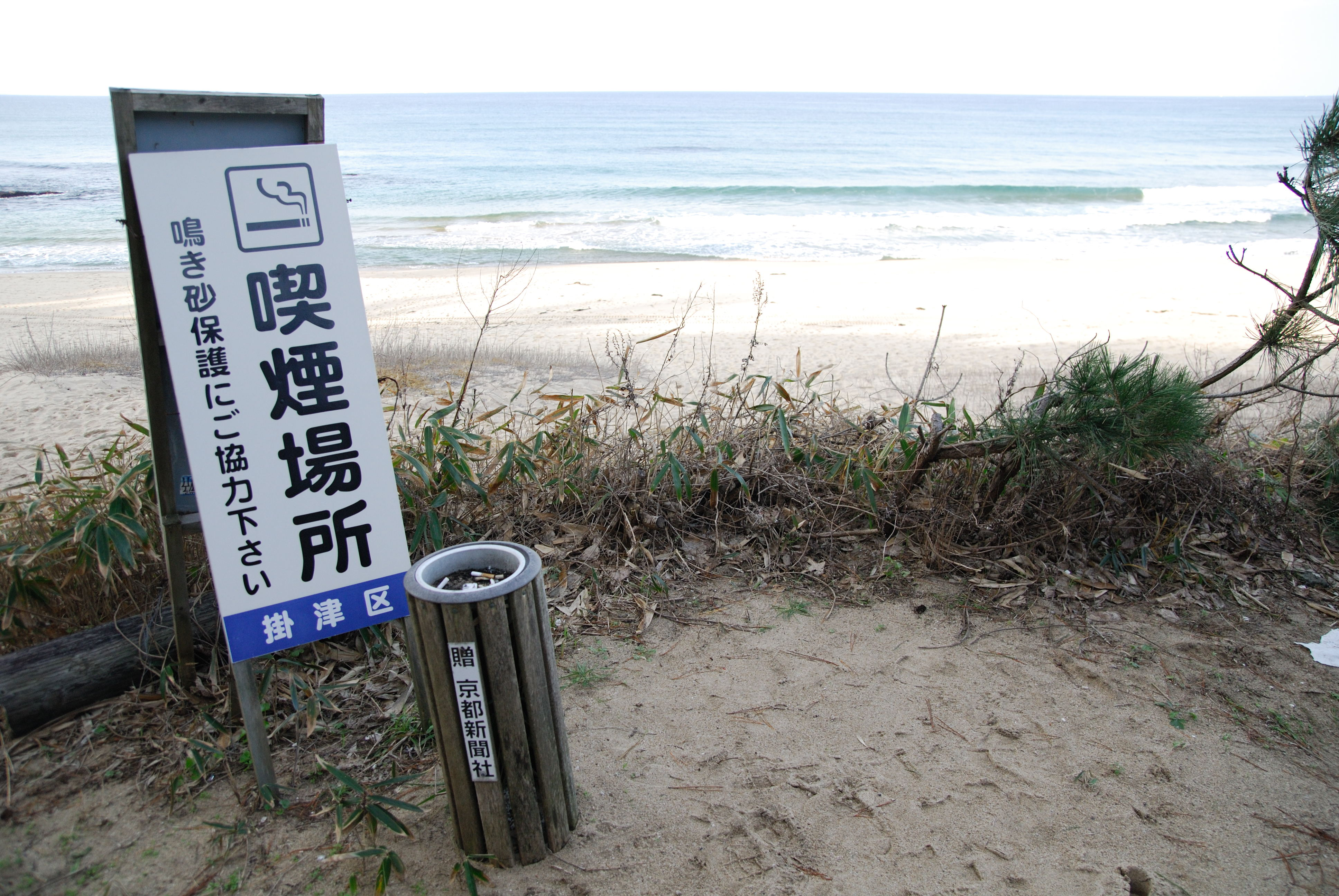
喫煙場所

## 現地情報

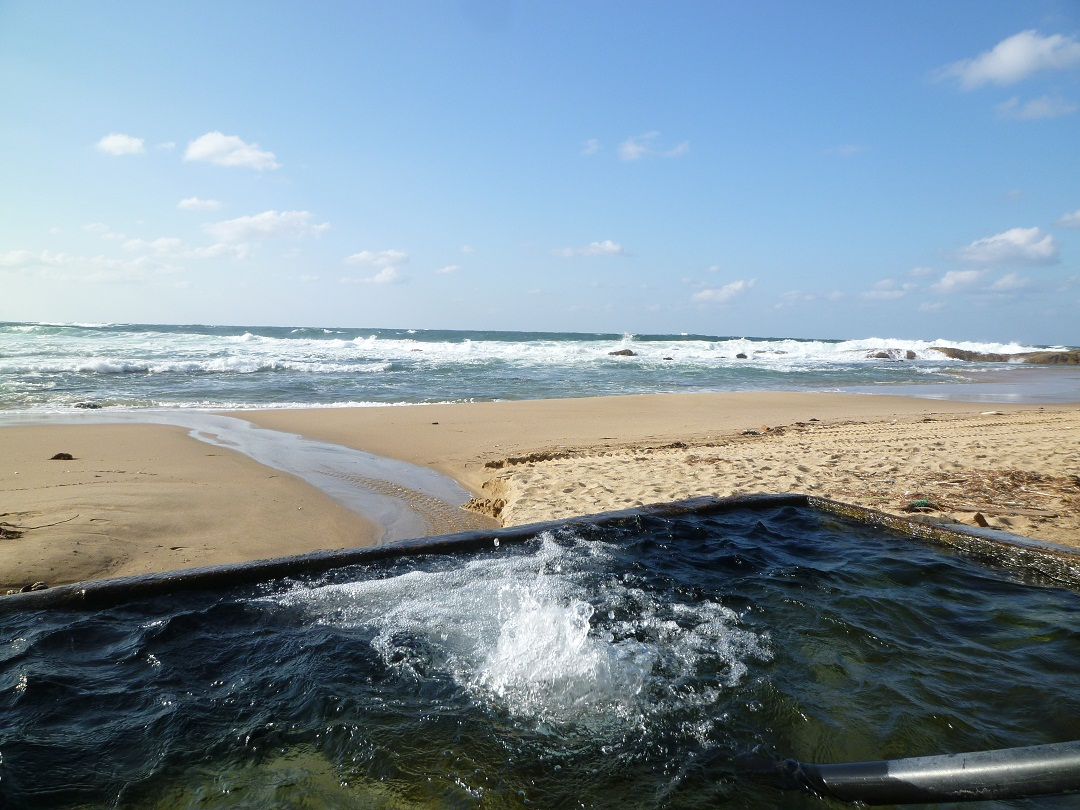
琴引浜（温泉）

### 施設

#### キャンプ場
海岸段丘の一番奥にキャンプ場と駐車場がある。地元の自治会が運営するもので、キャンプ場は砂地の松林の間に、地形や木を活用してテントを張ることができる。

#### 琴引温泉
琴引浜の弧を描く海岸線の東端近くにあり、砂浜から10メートル程高い砂が堆積した斜面に湧出する。海岸からの距離は約40メートル。
「琴引浜温泉」と呼ばれることもあるが、1996（平成8年）に掘削された鳴き砂温泉とは異なる。無味無臭、泉質は含食塩硫黄単純泉で、溶存物質量では鉱泉規格に満たないものの、チオ硫酸等の形で含まれる硫黄含量は療養泉規格を上回り、pH9.30とこの種の温泉群のなかでは最高値であるため、浴用泉としては優れた泉質を持つ。一方、フッ素濃度もかなり高い。
1967年（昭和51年）5月に地元出身の花園大学教授松本米治が許可を得て開発し、深度652メートルで掘削を完了、高温泉の獲得に成功したが、その後、申請者が他界するなどにより長く利活用されてこなかった。1977年（昭和52年）7月20日に京都府衛公研が行った分析によれば、毎分200リットルの湯量があり、泉温は外気温25.7度の時点で45.2度であった。
21世紀初頭には、砂浜の一画にこの源泉をひきこんで湯舟のみ設置した天然のかけ流し、混浴の浴場があり、4月から10月の日中のみ湯がはられる。

### アクセス
- 京都丹後鉄道宮豊線
  - 網野駅より丹後海陸交通バス乗車、所要11〜14分。
  - 峰山駅より丹後海陸交通バス乗車、所要30〜33分。

　いずれも、「琴引浜」バス停（ことひきはま・2006年・掛津を改称。）下車。

### 周辺
- 夕日ヶ浦海岸 - 日本の夕陽百選
- 海蔵寺 - 鳴き砂保護を祈願して建立された仏像がある掛津地区の寺院